# Liste der Monuments historiques in Embrun
Die Liste der Monuments historiques in Embrun führt die Monuments historiques in der französischen Stadt Embrun auf.

## Liste der Bauwerke
| Bezeichnung                       | Beschreibung | Standort                                   | Kennzeichnung | Schutzstatus   | Datum     | Bild |
| --------------------------------- | ------------ | ------------------------------------------ | ------------- | -------------- | --------- | ---- |
| Denkmal für Clovis Hugues         |              | Place de l’Archevêché (Lage)               | PA05000016    | Inscrit        | 2009      |      |
| Maison des Chanonges              |              | Place de la Cathédrale (Lage)              | PA00080562    | Classé         | 1988      |      |
| Gebäude, 14. Jahrhundert          |              | 29 rue Clovis-Hugues (Lage)                | PA05000002    | Inscrit        | 1996      |      |
| Brunnen                           |              | Place Saint-Marcellin (Lage)               | PA00080557    | Inscrit        | 1930      |      |
| Brunnen                           |              | Place Eugène-Berthelon (Lage)              | PA00080558    | Inscrit        | 1948      |      |
| Ehemaliger Couvent des Cordeliers |              | (Lage)                                     | PA00080555    | Classé         | 1971      |      |
| Hôtel des Gouverneurs             |              | 6 rue de la Liberté (Lage)                 | PA00080561    | Classé         | 1978      |      |
| Brunnen                           |              | rue de la Liberté/rue Saint-Hilaire (Lage) | PA00080559    | Inscrit        | 1948      |      |
| Brunnen                           |              | rue Pierre-et-Marie-Curie (Lage)           | PA00080560    | Inscrit        | 1927      |      |
| Tour Brune                        |              | rue de la Tour-Brune (Lage)                | PA00080563    | Classé/Inscrit | 1927/2005 |      |
| Notre-Dame-du-Réal                |              | (Lage)                                     | PA00080556    | Classé         | 1840      |      |

## Liste der Objekte
- Monuments historiques (Objekte) in Embrun in der Base Palissy des französischen Kultusministeriums